# Escatalens
Escatalens là một xã của tỉnh Tarn-et-Garonne, thuộc vùng Occitanie, miền nam nước Pháp.

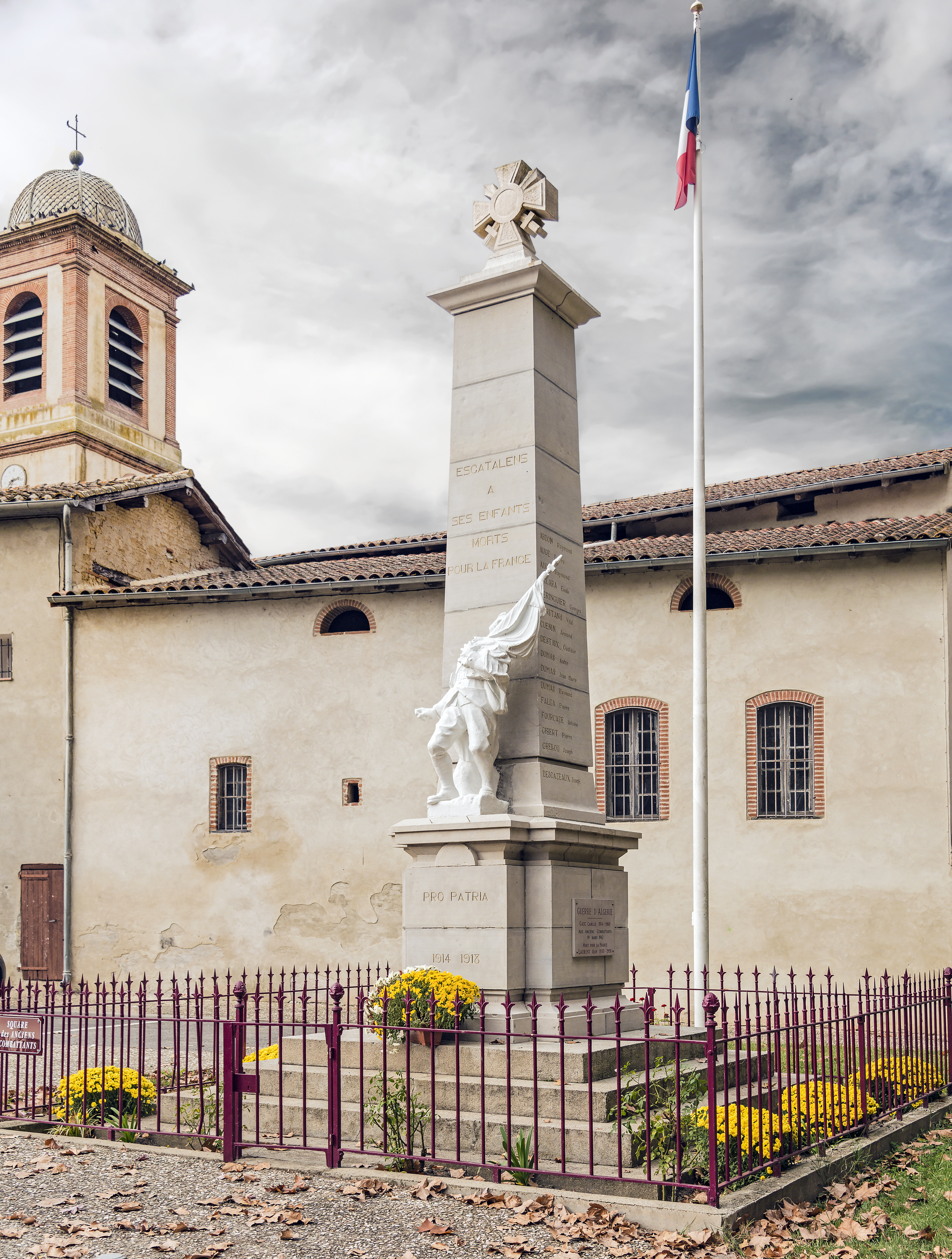
Các đài tưởng niệm chiến tranh
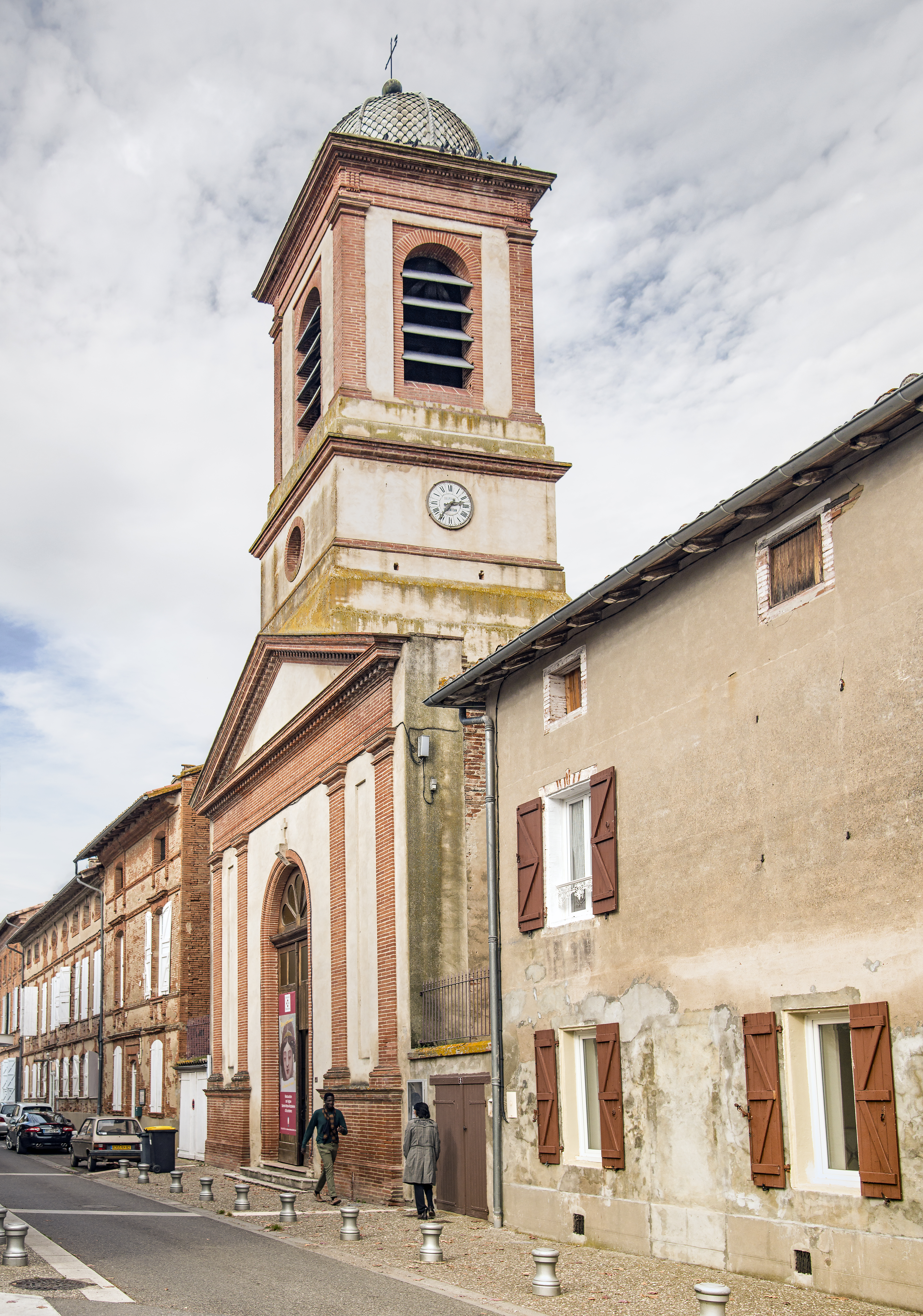
Nhà thờ
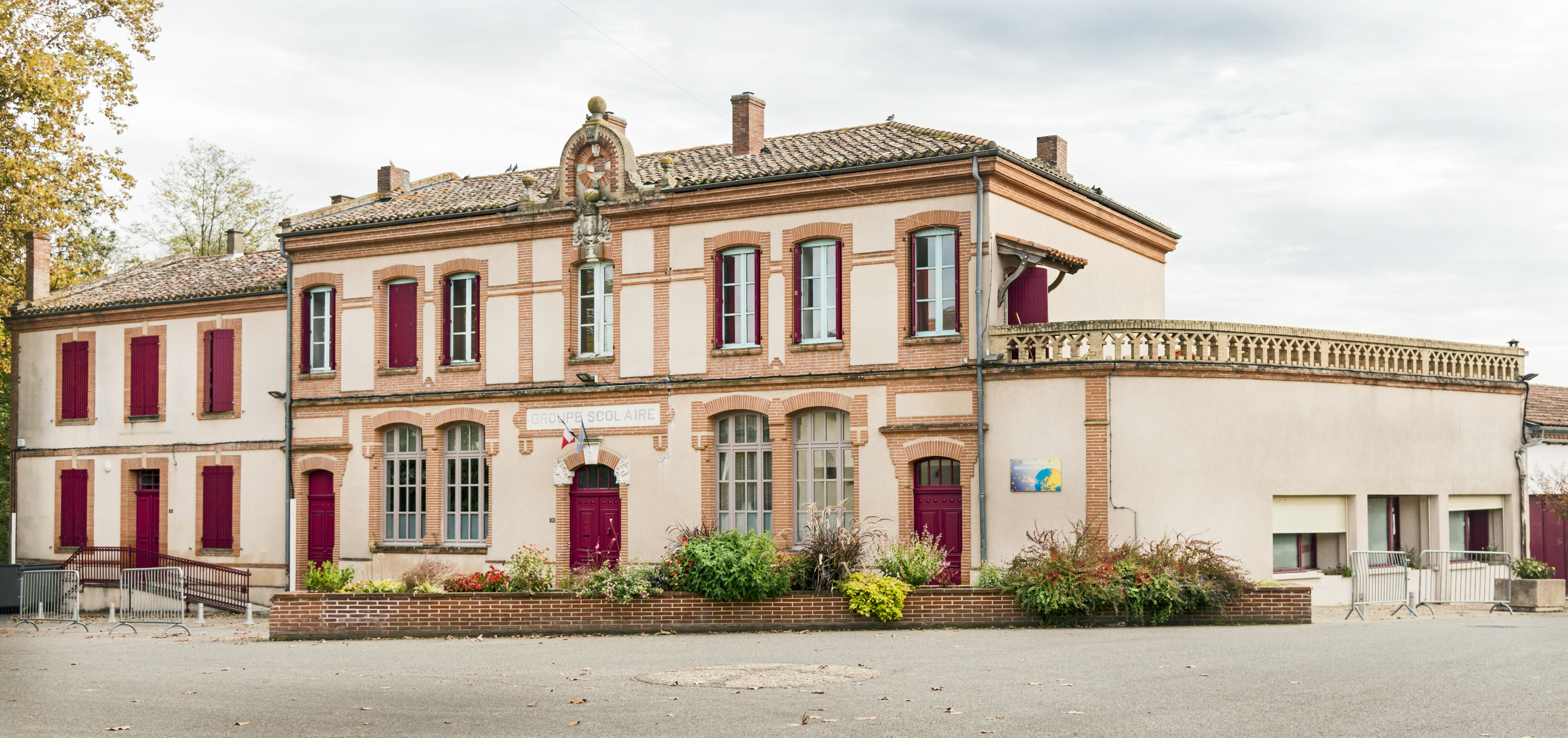
Trường học 'Antoine de Saint-Exupéry'